# Yusmari Mengana
Yusmari Mengana Rodríguez (Nueva Gerona, 25 de octubre de 1993) es una deportista cubana que compitió en piragüismo en la modalidad de aguas tranquilas. Ganó cuatro medallas en los Juegos Panamericanos en los años 2011 y 2015.

## Palmarés internacional
| Juegos Panamericanos | Juegos Panamericanos | Juegos Panamericanos | Juegos Panamericanos |
| Año                  | Lugar                | Medalla              | Competición          |
| -------------------- | -------------------- | -------------------- | -------------------- |
| 2011                 | Guadalajara (México) | Medalla de bronce    | K4 500 m             |
| 2015                 | Toronto (Canadá)     | Medalla de oro       | K1 200 m             |
| 2015                 | Toronto (Canadá)     | Medalla de oro       | K1 500 m             |
| 2015                 | Toronto (Canadá)     | Medalla de oro       | K2 500 m             |